# Sinacio
José Ignacio Salmerón Murciano (n. Las Navas del Marqués, Ávila; 8 de agosto de 1965) de nombre artístico Sinacio es actor, humorista, guionista, presentador, productor español y conocido, sobre todo, por su faceta como cómico y monologuista.

## Trayectoria
Estudia publicidad y con solo 22 años abre su primera agencia con la que obtiene en muy poco tiempo un gran reconocimiento, adentrándose de lleno en el mundo de la comunicación y de la organización de eventos. Su trayectoria artística se inicia después de estudiar en la Gran Escuela de Magia Ana Tamariz y de fundar el trío de magia cómica Tri-Quarttet-Five, con el que obtiene el Gran Premio del Público y el Segundo Premio del XX Congreso Nacional de Magia celebrado en Valladolid en 1995. Ese mismo año realizan un especial para TVE, Cosas de magia, y que fue el primer programa de televisión grabado en alta definición.
El éxito del trío les lleva a ser contratados por TVE en el año 2000, para hacer los guiones de Telepasión española, el clásico navideño de la Nochebuena en La 1 de TVE.
Es fichado posteriormente por Globomedia para presentar junto a Ana García Lozano y Dani Delacámara el magazine Qué punto, emitido durante el verano de 1999 en Telecinco. Es en este programa donde surge el nombre artístico de Sinacio, que el actor utilizará a partir de entonces.
En el año 2000 presenta junto a Bermúdez Emisión Imposible también para Telecinco, donde comparte plató con Paula Echevarría y Alicia Ramírez, entre otras colaboradoras. Esa misma temporada hace su debut en el El club de la comedia, en Canal+, programa galardonado con un Premio Ondas. En 2003 se convierte en uno de los protagonistas de la obra 5hombres.com, junto con Eduardo Aldán, Miki Nadal, Quequé y Felisuco. Un año después, se incorpora a la gira nacional de la obra formando equipo con Javier Veiga, Alexis Valdés, Bermúdez y Nancho Novo. Juntos recorren la geografía española durante dos años, sin descanso, convirtiendo la gira en un éxito sin precedentes.
Al final de las representaciones, en 2006, crea junto al Mago More, Cómicos, un nuevo proyecto teatral que aún sigue en los escenarios españoles. En este espectáculo coincide por primera vez con Leo Harlem, con quien años después protagonizaría juntos varios éxitos teatrales. ¿Qué hay de nuevo?, Trending Tronching y sobre todo Hasta aquí hemos llegao, junto a Sergio Olalla, que en el año 2015 se convirtió (según entradas.com) en el tercer espectáculo más visto del año, tras El rey león y la película Star Wars: Episodio VII - El despertar de la Fuerza. Hasta aquí hemos llegao comenzó en septiembre de 2016 su segunda temporada en Madrid, después de una impresionante gira que ha batido todos los récords.
Durante estos casi veinticinco años en el mundo del espectáculo, ha desarrollado multitud de producciones, escrito guiones y organizado algunos de los más importantes eventos de este país, entre los que cabe destacar la Salme’s Cup, un torneo benéfico de golf que disputan celebridades y que cada año, en sus ocho ediciones ya disputadas, recauda una importante cantidad de dinero para fines solidarios.

## Trabajos

### Televisión
- 31-D: un golpe de gracia en La 1. Con José Mota. Cómico invitado. (2019)
- El hormiguero en Antena 3. Con Pablo Motos. (2015)
- Sopa de gansos en Cuatro. Con Eduardo Aldán (2015)
- La hora de José Mota en La 1. Con José Mota (2009)
- Ciudadano Kien en La 1. Con José Mota (2007)
- Cafetería Manhattan en Antena 3. (2007)
- Gala TIP en Antena 3. Con El Gran Wyoming, Santiago Segura, etc. (2004)
- Cerca de ti en La 1. (2004)
- El club de la comedia en Canal+ y Telecinco. (2000-2003)
- Telepasión española en La 1. Presentador con Ramón García. (2000-2003)
- Gala Unicef con Miliki en La 1. (2000-2001)
- Emisión imposible en Telecinco. Presentador con Bermúdez en Telecinco. (2000)
- Qué punto en Telecinco. Presentador con Ana García Lozano. (1999)
- Cosas de magia en La 1. (1997)

### Teatro
- Redford & Newman. Dos hombres sin destino (1.ª temporada). Con Miki Nadal y Nerea Garmendia. (2019-¿?) en Teatro Carrión (Madrid)
- Hasta aquí hemos llegao (2.ª temporada). Con Leo Harlem y Sergio Olalla. (2016-2017) en Teatro Infanta Isabel (Madrid)[2]
- Risus (2016) en Teatro Reina Victoria (Madrid)
- Hasta aquí hemos llegao (2015) en Teatro Compac Gran Vía. Gira nacional (2016)
- Smile Chef (2014) Teatro Cofidis (Madrid)[3][4]
- Trending Tronching. Con Leo Harlem. (2014) en Teatro Compac Gran Vía (Madrid)
- Los hombres son de Marte y las mujeres de Venus (2013-2014) en Teatro Fígaro (Madrid)[5][6]
- ¿Qué hay de nuevo? con Leo Harlem. (2013) en Teatro Compac Gran Vía (Madrid)
- Cómicos con Leo Harlem. (2012-2013) en gira nacional
- 5hombres.com (2002). En Teatro Alcázar (Madrid)
- 5hombres.com (2002-2003) gira nacional
- Cómicos (2003-2009) gira nacional

### Radio
- La tarde de Cope (2019-presente). Sección Solo tengo cinco minutos
- Te has 'quedao' sin siesta en COPE (2018)
- Smile Chef en Radio Marca con Vicente Ortega (2014)
- A vivir que son dos días en Cadena SER con Javier del Pino (2012-2013)
- Así son las mañanas en COPE con Ernesto Sáenz de Buruaga (2010-2011)
- Cómicos en Radio Marca (2003-2004)
- Especial Sorteo Extraordinario de Navidad en Onda Cero (1999-2000)
- 75 años de radio en Onda Cero (1999)

### Guionista
- Hasta aquí hemos llegao. Obra de teatro con Leo Harlem (2015)
- Trending tronching. Obra de teatro con Leo Harlem (2014)
- No me lo digas. Concurso para la Cadena SER (2012-2013)
- Glorius. Adaptación teatral. Con Llum Barrera e Yllana (2011)
- La hora de José Mota en La 1. 7 programas (2009)
- Ciudadano Kien en La 1. Especial fin de año con José Mota (2007)
- Diario Marca. Colaboración semanal (2003-2004)
- Ana y los 7 en La 1. (2003-2004)
- El club de la comedia en Canal+ (2000-2002)
- Gala Premios Luis del Olmo de Periodismo (2002)
- El show de Los Morancos en La 1. (2000-2001)
- Telepasión española en La 1. (2000-2003; 2014)
- Gala Unicef con Miliki en La 1. (2000-2001)
- Cómicos (2003-2013)

### Magia
- Componente del trío Tri Quarttet Five, ganadores del gran premio del Congreso nacional de magia de 1998.
- Segundo premio nacional de magia cómica en 1998.